# George Vancouver

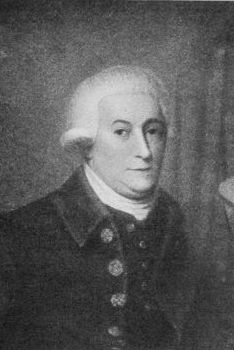
George Vancouver

George Vancouver (* 22. Juni 1757 in King’s Lynn, Norfolk; † 10. Mai 1798 in Petersham bei Richmond upon Thames, Surrey) war ein Offizier der britischen Royal Navy und Entdecker. Bekannt wurde er für die Erforschung der Pazifikküste Nordamerikas von Kalifornien über Oregon, Washington und British Columbia bis nach Alaska. Er erkundete auch die Südwestküste Australiens und führte Verhandlungen mit Kamehameha I., dem späteren König von Hawaii. Nach ihm sind die Großstädte Vancouver in der kanadischen Provinz British Columbia und Vancouver im US-Bundesstaat Washington sowie die Insel Vancouver Island benannt.

## Leben
Es gilt als gesichert, dass Vancouvers Vorfahren aus den Niederlanden stammten. Sein Urgroßvater entstammte der niederländischen adeligen Familie van Coeverden, die ursprünglich aus der namensgebenden Stadt Coevorden in der Provinz Drenthe stammt, und ließ sich Ende des 17. Jahrhunderts in der ostenglischen Grafschaft Norfolk nieder.

### Karriere in der Marine

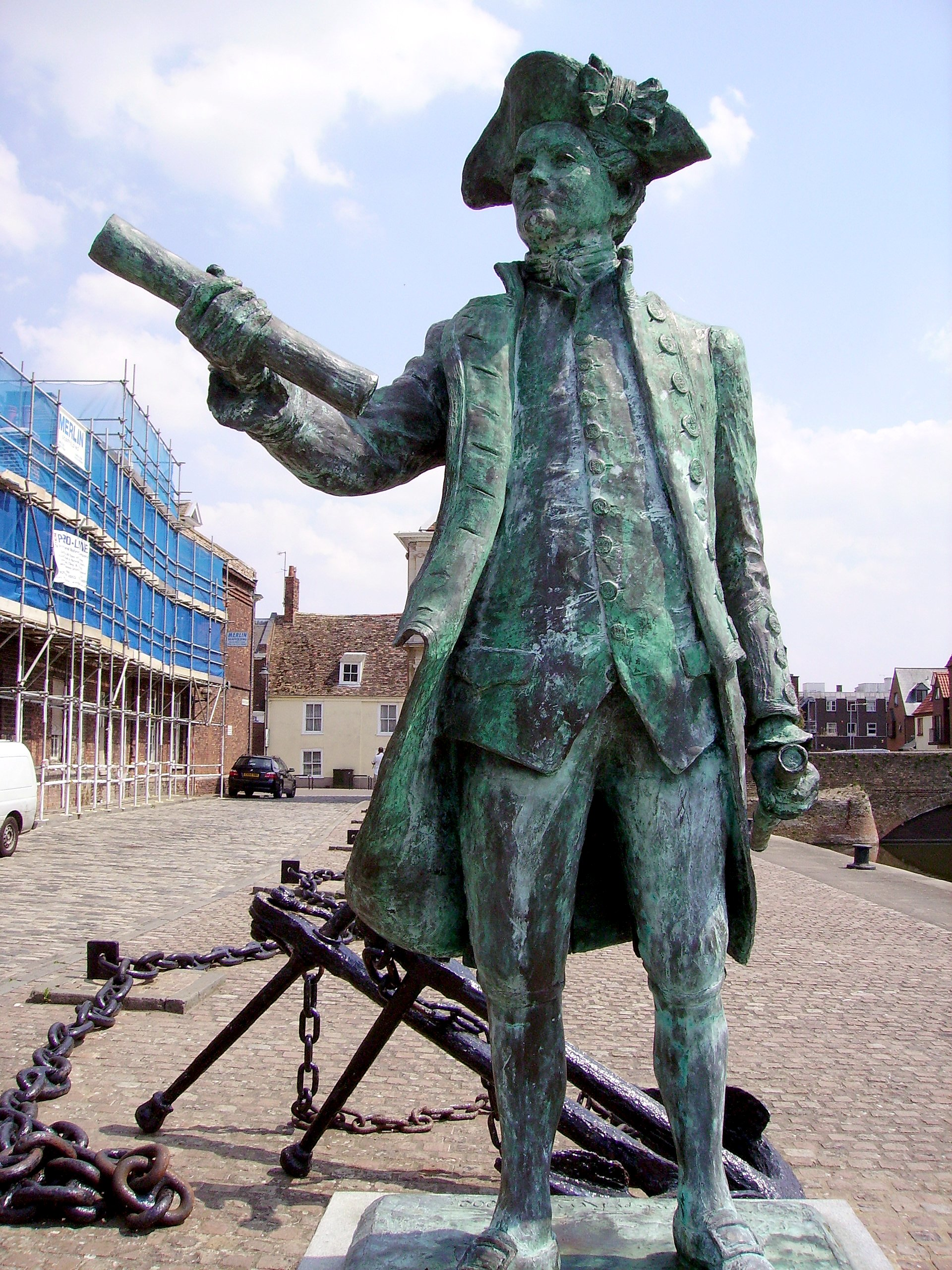
Statue von George Vancouver in King’s Lynn

1771, im Alter von 13 Jahren, trat George Vancouver in die Royal Navy ein. Kapitän James Cook, der seine zweite Weltumseglung vorbereitete, wurde auf ihn aufmerksam. Von 1772 bis 1775 gehörte Vancouver der Mannschaft der Resolution an und durchlief während der Reise die Ausbildung zum Midshipman. Im Februar 1776, kurz vor Beginn der dritten Weltumseglung, berief ihn Cook als Midshipman auf die HMS Discovery. Kurz nach seiner Rückkehr nach Großbritannien wurde Vancouver 1780 zum Lieutenant befördert.
Er unternahm im Ärmelkanal Patrouillenfahrten und diente danach auf dem Linienschiff HMS Fame, das im April 1782 an der Schlacht von Les Saintes beteiligt war. Vancouver wurde später nach Jamaika versetzt, wo er die nächsten Jahre stationiert war. Dort führte er unter anderem die Vermessung der Häfen von Port Royal und Kingston durch.
1789 plante die Royal Navy eine Expedition, um die lukrativen Walfanggebiete im Südpazifik weiter zu erkunden. Zu diesem Zweck ließ sie eine zweite HMS Discovery bauen, benannt nach Cooks Schiff. Dann aber drohte ein Krieg zwischen Spanien und Großbritannien auszubrechen. Beide Länder stritten sich um den Besitz des Nootka Sound und um das Recht, den pazifischen Nordwesten zu besiedeln. Nachdem die Krise im Oktober 1790 mit der Unterzeichnung des ersten Nootka-Abkommens hatte beigelegt werden können, erhielt Vancouver das Kommando über die HMS Discovery. Er sollte den Nootka Sound für Großbritannien in Besitz nehmen und die Küste zwischen dem 30. und 60. Breitengrad kartografieren. Auch sollte er in diesem Bereich nach einer möglichen Nordwestpassage Ausschau halten.

### Beginn der Expedition
Am 1. April 1791 stachen die HMS Discovery und das Begleitschiff HMS Chatham von Falmouth aus in See. Über Teneriffa und Kapstadt erreichten sie am 28. September die Südwestküste Australiens. Vancouver kartografierte den King George Sound und segelte anschließend weiter zur Südinsel Neuseelands. Beide Schiffsbesatzungen entdeckten unabhängig voneinander die Snaresinseln, jene der HMS Chatham zusätzlich die nach ihr benannten Chathaminseln. Ende November erreichten beide Schiffe Tahiti, im Januar Hawaii, wo sie eine Winterpause einlegten. Dort warteten sie auf das Versorgungsschiff HMS Daedalus, das aber nicht eintraf.
Die Discovery und die Chatham erreichten schließlich am 17. April 1792 das vorgegebene Ziel, die Westküste Nordamerikas, rund 180 km nördlich der kleinen spanischen Siedlung San Francisco. Sie folgten der Küste von Oregon und Washington nordwärts und trafen am 29. April in der Juan-de-Fuca-Straße auf das Schiff des US-amerikanischen Seefahrers Robert Gray, der zwei Wochen später den Columbia River entdecken sollte.

### Erkundungen an der Pazifikküste und Verhandlungen auf Hawaii
Vancouver hatte den Auftrag, jede Bucht entlang der Küste zu kartografieren. Bei der Erkundung des nach Lieutenant Peter Puget benannten Puget Sound mussten wegen des flachen Wassers Boote eingesetzt werden, selbst die kleine HMS Chatham hatte dafür zu viel Tiefgang. Am 13. Juni 1792 war Vancouvers Schiff das erste, das in den Burrard Inlet einfuhr. Er benannte den heutigen Haupthafen der kanadischen Stadt Vancouver nach seinem Freund Harry Burrard-Neale. Unweit des Geländes der heutigen University of British Columbia traf er neun Tage später auf die Schiffe der spanischen Entdecker Dionisio Alcalá Galiano und Cayetano Valdés y Flores. Gemeinsam erforschten sie die Straße von Georgia, bevor sich ihre Wege wieder trennten.

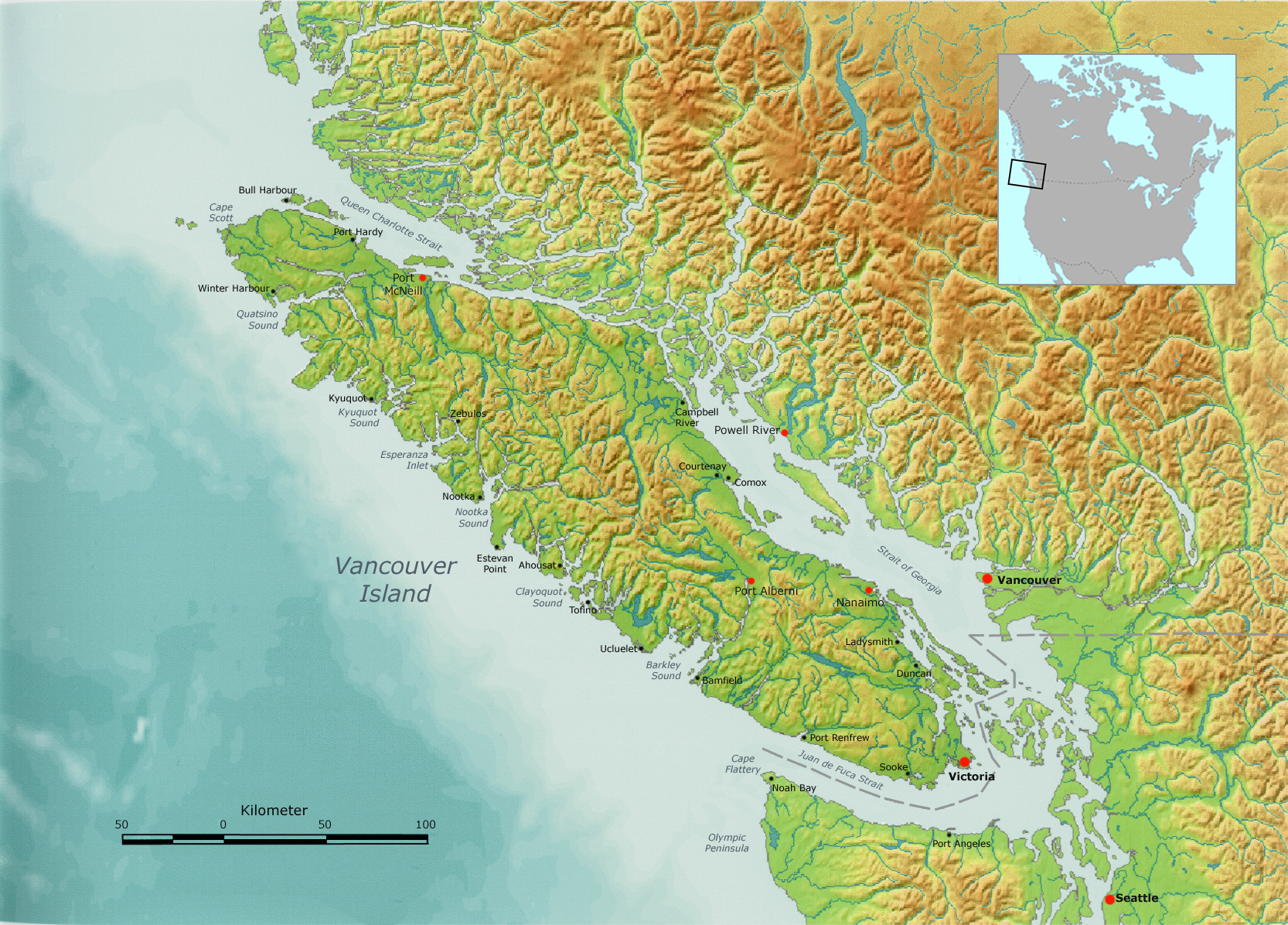
Vancouver Island und Umgebung, das Haupterkundungsgebiet der Expedition

Im August segelte Vancouver die Küste von Vancouver Island entlang und erkannte, dass es sich hierbei um eine Insel handelt. Unterwegs stieß er auf das Versorgungsschiff HMS Daedalus, dessen Kapitän auf Hawaii ermordet worden war. Schließlich lief er am 28. August 1792 Nootka Island an, um mit den Spaniern über die Übernahme ihrer Ansprüche auf den Nootka Sound zu verhandeln. Obwohl Vancouver zum spanischen Kommandanten Juan Francisco de la Bodega y Quadra ein freundschaftliches Verhältnis hatte, konnte keine Übereinkunft erreicht werden. Vancouver beauftragte seinen Lieutenant William Robert Broughton mit der Erkundung des Columbia River (von dessen Existenz er bei einem zweiten Treffen mit Robert Gray erfahren hatte). Broughton gelangte mit Booten bis zur Columbia River Gorge, wo er den Mount Hood entdeckte.
Nach einem Besuch in Kalifornien überwinterte Vancouver auf Hawaii. Im folgenden Jahr kehrte er nach British Columbia zurück und setzte von Mai bis September 1793 die Erkundung der Westküste bis zum 56. Breitengrad fort. Die Expedition erreichte den Nootka Sound, konnte aber wiederum keine Einigung erzielen, da Kommandant Bodega die Insel ein halbes Jahr zuvor verlassen hatte. Den nächsten Winter verbrachte Vancouver wiederum auf Hawaii. Die HMS Daedalus kehrte nach England zurück. Schiffsarzt Archibald Menzies und drei weitere Mannschaftsmitglieder unternahmen im Februar 1794 die erste Besteigung des Mauna Loa und bestimmten mit Hilfe eines Barometers die Höhe des Vulkans mit einer Genauigkeit von 15 Metern.
George Vancouver führte auf Hawaii Verhandlungen mit dem Ziel, die Inselgruppe unter Kamehameha I. politisch zu vereinigen und dadurch den anhaltenden Bürgerkrieg zu beenden. Er überredete Kamehameha, Big Island an Großbritannien abzutreten, in der Erwartung, dass dort eine militärische Einheit stationiert würde. Am 25. Februar 1794 gab Kamehameha eine formelle Erklärung ab und stellte sich unter britischen Schutz. Dieses Vorgehen wurde später jedoch vom britischen Außenministerium nicht anerkannt. Vancouver lieh dem späteren König Werkzeuge und geschulte Arbeiter, um ein eigenes Schiff zu bauen, die Britannia.

### Rückkehr nach England
Am 15. März 1794 verließ die Expedition Hawaii zum letzten Mal. Sie segelte zum 60. Breitengrad, zum Cook Inlet am Golf von Alaska, und von dort aus südwärts entlang der Küste bis Baranof Island, dem Endpunkt der Erkundungsfahrt im Jahr zuvor. Anfang September machte die Expedition einen letzten Besuch auf Nootka Island. Doch es waren keine neuen Befehle eingetroffen, um die Übergabe endlich vollziehen zu können. Am 6. November erreichten die Schiffe Monterey und traten vier Wochen später die Heimreise an.
Diese führte über die Galapagosinseln und die Juan-Fernández-Inseln zunächst nach Valparaíso, wo die Schiffe im April 1795 dringenden Reparaturen unterzogen wurden. Die Schiffe umrundeten Kap Hoorn und erreichten am 2. Juli die Insel St. Helena. Da sich Großbritannien im Kriegszustand befand, fuhren sie ab Kap Verde in einem Konvoi bis zur Mündung des Shannon in Irland. Vancouver ging dort am 13. September von Bord und begab sich umgehend nach London. Die Schiffe erreichten die Hauptstadt am 20. Oktober 1795 und schlossen die Weltumrundung ab.

### Nach der Rückkehr
Als Vancouver nach Hause zurückkehrte, war die breite Öffentlichkeit mehr am Kriegsgeschehen interessiert als an Ergebnissen von Entdeckungsfahrten im Pazifik. Vancouver sah sich mit zahlreichen Anfeindungen konfrontiert. Bereits im Januar 1793 hatte Thomas Manby, der Maat der HMS Chatham, in einem Brief geschrieben, Vancouver habe im Verlaufe der Reise ein immer arroganter werdendes Verhalten gezeigt und regelmäßig heftige Auseinandersetzungen mit seinen Untergebenen geführt.

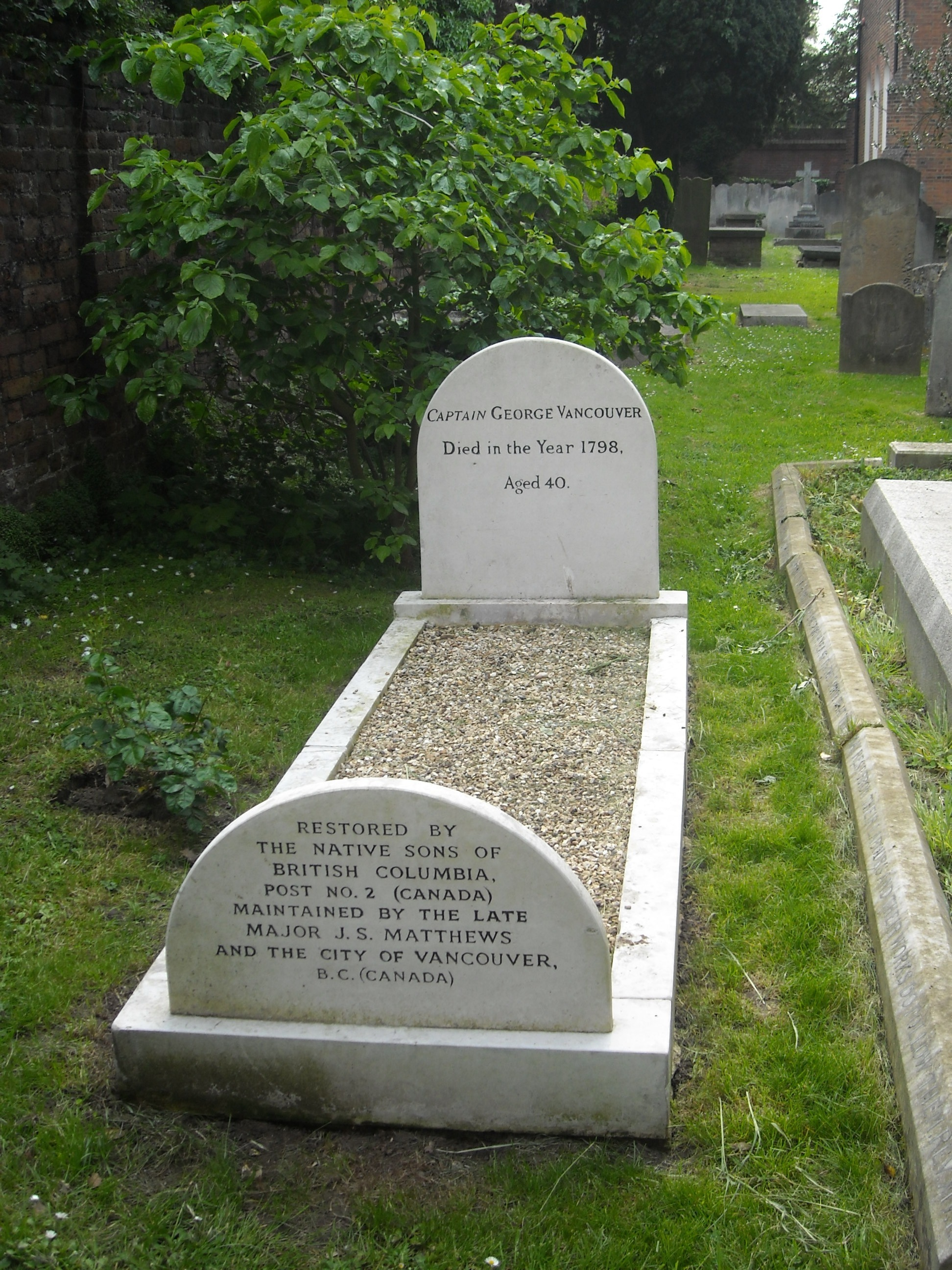
Vancouvers Grab in Petersham

Archibald Menzies (der eng mit Joseph Banks, dem Vorsitzenden der Royal Society, befreundet war) beklagte sich darüber, dass sein Gehilfe während eines Sturms auf dem Atlantik zum Dienst auf dem Deck beordert worden sei und deswegen die gesammelten Pflanzenproben beschädigt wurden. Joseph Whidbey, der Astronom der Expedition, verlangte eine bessere Bezahlung für seine geleisteten Dienste. Thomas Pitt, 2. Baron Camelford, ein Cousin von Premierminister William Pitt dem Jüngeren, war Ende 1793 wegen zahlreicher disziplinarischer Verfehlungen mit der HMS Daedalus nach England zurückgeschickt worden und forderte Vancouver zu einem Duell heraus. Vancouver wurde in verschiedenen Zeitungen kritisiert und an einer Straßenecke in London von Pitt körperlich attackiert.
Zu allen politischen und gesellschaftlichen Verwicklungen kam hinzu, dass Vancouver in zunehmendem Maße erkrankte, vermutlich an Hyperthyreose. Er hatte sich bereits im November 1795 von der Royal Navy pensionieren lassen und ließ sich in Petersham, einem kleinen Dorf bei Richmond upon Thames nieder, um an seinem Expeditionsbericht zu schreiben. Er starb am 10. Mai 1798 im Alter von 40 Jahren. Sein Bruder John vollendete den Bericht, und Peter Puget vervollständigte die kartografischen Aufzeichnungen. Vancouver liegt bei der Kirche von Petersham begraben.

## Nachwirkung

### Seefahrt

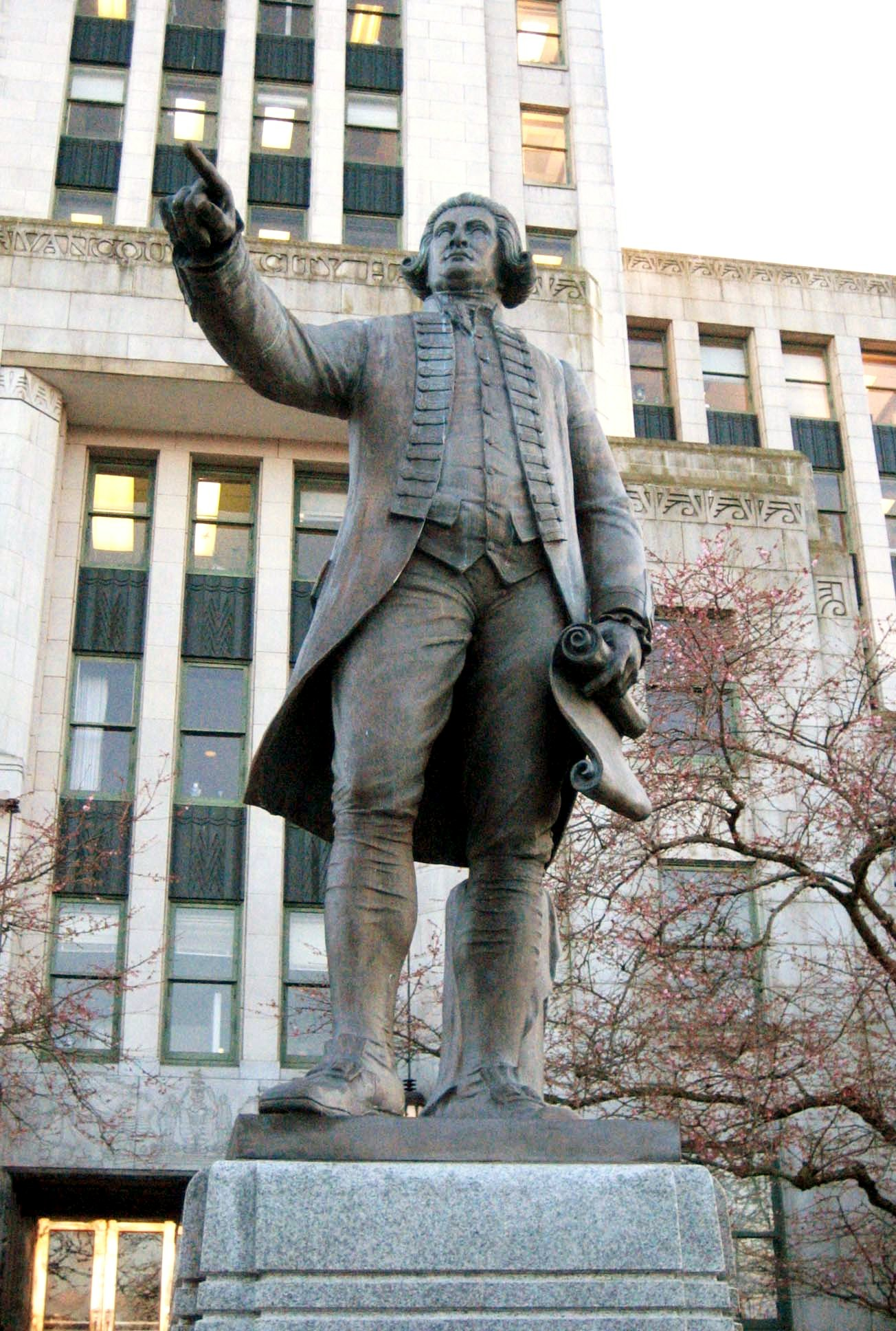
Statue vor der City Hall der Stadt Vancouver (Kanada)

George Vancouver stellte fest, dass die Nordwestpassage nicht in jenen Breitengraden liegt, die lange Zeit vermutet worden waren. Seine Karten der Westküste Nordamerikas waren derart genau, dass sie während Jahrzehnten als Referenz für die Navigation im Küstengebiet dienten. Robin Fisher, Vizepräsident des Mount Royal College in Calgary und Autor zweier Bücher über Vancouver, schreibt:
He put the northwest coast on the map...He drew up a map of the north-west coast that was accurate to the nth degree, to the point it was still being used into the 20th century as a navigational aid. That's unusual for a map that early.
(Er brachte den Nordwesten auf die Landkarte… Er zeichnete eine Karte der Nordwestküste, die derart detailliert war, dass sie noch im 20. Jahrhundert als Navigationshilfe verwendet wurde. Dies ist ungewöhnlich für eine Karte, die so früh entstanden ist.)
Vancouver entging jedoch die Entdeckung der beiden größten und wichtigsten Flüsse an der Pazifikküste, des Fraser River und des Columbia River. Noch vor Abschluss der Expedition erfuhr er von der Existenz des Columbia River durch Robert Gray, den Kapitän des amerikanischen Handelsschiffes, das am 11. Mai 1792 als erstes den Fluss befuhr. Der Fraser River wurde nie in seinen Karten verzeichnet. Stephen R. Bown schrieb im Magazin Mercator's World (Ausgabe Nov./Dez. 1999) dazu:
How Vancouver could have missed these rivers while accurately charting hundreds of comparatively insignificant inlets, islands, and streams is hard to fathom. What is certain is that his failure to spot the Columbia had great implications for the future political development of the Pacific Northwest…
(Wie Vancouver es schaffte, diese Flüsse nicht zu entdecken, während er genauestens hunderte von vergleichsweise unbedeutenden Buchten, Inseln und Bächen kartografierte, ist schwer zu begreifen. Sicher ist, dass sein Versagen, den Columbia zu entdecken, weitreichende Auswirkungen auf die künftige politische Entwicklung des pazifischen Nordwestens hatte.)
Zumindest im Falle des Fraser River gibt es eine Erklärung, wieso Vancouver diesen Fluss nicht entdeckte. Als er 1792 die Gegend zwischen dem Burrard Inlet und Point Roberts erkundete, war ein großer Teil des Flussdeltas wegen der Schneeschmelze in den Bergen überschwemmt. Aus diesem Grund konnte niemand einen der Mündungsarme des Fraser River erkennen. Die Spanier, die ein Jahr zuvor die Gegend erkundet hatten, stießen ebenfalls nicht auf den Fluss, vermuteten aber aufgrund der Schlammablagerungen die Existenz eines bedeutenden Gewässers in der Nähe.

### Verhältnis zu den Ureinwohnern
Im Allgemeinen hatte Vancouver ein gutes Verhältnis sowohl zu den Ureinwohnern als auch zu europäischen Ausländern. Trotz der zahlreichen kriegerischen Konflikte in der Vergangenheit zwischen Großbritannien und Spanien arbeitete er problemlos mit seinen spanischen Pendants zusammen und gab 1792 während der Fahrt in der Gegend um das heutige Vancouver sogar einen festlichen Empfang für einen spanischen Kapitän an Bord der HMS Discovery. Mit seinen Entdeckungen, die den pazifischen Nordwesten für die weitere europäische Expansion öffneten, löste Vancouver unbestreitbar eine Kette von Ereignissen aus, die das Leben der Ureinwohner und deren Kultur nachhaltig beeinträchtigten. Zeitgenössische Aufzeichnungen zeigen aber, dass Vancouver selbst stets darauf bedacht war, zu den lokalen Führungspersönlichkeiten gute Beziehungen zu unterhalten. Vancouvers Tagebücher zeugen von einem hohen Grad an Rücksichtnahme gegenüber Ureinwohnern. Ein Beispiel ist die Erkundung einer kleinen Insel vor der Küste Alaskas, wo die Expedition auf ein bedeutend scheinendes Grab stieß, das aus einer mit Matten bedeckten Kiste sowie zerstreuten Fragmenten von Waffen bestand. Vancouver schrieb dazu:
This we naturally conjectured contained the remains of some person of consequence, and it much excited the curiosity of some of our party; but as further examination could not possibly have served any useful purpose, and might have given umbrage and pain to the friends of the deceased, should it be their custom to visit the repositories of their dead, I did not think it right that it should be disturbed.
(Diese, so nahmen wir spontan an, enthielt die sterblichen Überreste einer bedeutenden Person und weckte die Neugier einiger Mitglieder unserer Gruppe. Doch da eine eingehendere Untersuchung wahrscheinlich niemandem genutzt hätte und von den Freunden des Verstorbenen als anstössig und schmerzvoll empfunden werden könnten, falls es ihr Brauch war, die Grabstätten ihrer Toten zu besuchen, hielt ich es nicht für richtig, die Grabruhe zu stören.)
In seinen Tagebüchern zeigte Vancouver auch Verachtung gegenüber skrupellosen westlichen Händlern, die die Ureinwohner mit Waffen versorgten:
I am extremely concerned to be compelled to state here, that many of the traders from the civilized world have not only pursued a line of conduct, diametrically opposite to the true principles of justice in their commercial dealings, but have fomented discords, and stirred up contentions, between the different tribes, in order to increase the demand for these destructive engines… They have been likewise eager to instruct the natives in the use of European arms of all descriptions; and have shewn by their own example, that they consider gain as the only object of pursuit; and whether this be acquired by fair and honourable means, or otherwise, so long as the advantage is secured, the manner how it is obtained seems to have been, with too many of them, but a very secondary consideration.
(Ich bin äußerst beunruhigt, dass ich gezwungen bin festzustellen, dass viele der Händler aus der zivilisierten Welt keine gute Richtlinie im Geschäftsleben verfolgten, diametral entgegengesetzt zu den wahren Prinzipien der Gerechtigkeit. Stattdessen säten sie Zwietracht und entfachten Streit zwischen den verschiedenen Stämmen, um dadurch die Nachfrage nach diesen zerstörerischen Geräten zu erhöhen… Sie waren darüber hinaus bereit, den Eingeborenen den Gebrauch europäischer Waffen aller Art beizubringen. Sie haben mit ihrem eigenen Beispiel gezeigt, dass sie Gewinn als einziges lohnendes Ziel betrachten, ob dieser nun auf faire und ehrenwerte Weise erzielt wird oder nicht, so lange nur der Vorteil gesichert wird. Die Art, wie der Gewinn erzielt wird, scheint bei zu vielen nur eine nebensächliche Überlegung wert gewesen zu sein.)
Robin Fisher bemerkt dazu, dass „Vancouvers Beziehungen zu Ureinwohnern im Allgemeinen friedlicher Natur waren; tatsächlich wären seine genauen Vermessungen bei einer feindseligen Haltung nicht möglich gewesen.“ Zwar kam es 1794, gegen Ende der letzten Erkundungssaison, zu vereinzelten Gewalttätigkeiten, insbesondere mit den Tlingit im Süden Alaskas, doch bildeten diese seltene Ausnahmen.

### Erinnerung
Die kanadische Bundesregierung ehrte Vancouver am 25. Mai 1933 für sein Wirken als einer der wichtigsten Entdecker an der kanadischen Westküste und erklärte ihn zu einer „Person von nationaler historischer Bedeutung“.
Zahlreiche Orte sind nach George Vancouver benannt worden oder tragen Namen, die von ihm bestimmt wurden. Am bedeutendsten sind die Großstädte Vancouver in der kanadischen Provinz British Columbia und Vancouver im US-Bundesstaat Washington sowie die Insel Vancouver Island und das Fort Vancouver, das frühere westliche Hauptquartier der Hudson’s Bay Company.
Die kanadische Postverwaltung gab bisher drei Briefmarken heraus, die George Vancouver zum Thema haben. Am 26. April 1978 erschienen zwei Marken zu 14 Cent, in Erinnerung an James Cooks Landung im Nootka Sound zweihundert Jahre zuvor (George Vancouver gehörte damals Cooks Mannschaft an). Am 17. März 1988 erschien als Teil einer Viererserie mit Entdeckern eine Marke im Wert von 37 Cent, die Vancouvers Schiff und Reiseroute zeigen. Zum Gedenken an Vancouvers 250. Geburtstag erschien am 22. Juni 2007 eine Marke zu $1,55. Sie zeigt ihn von hinten, wie er vom Schiff aus auf eine gebirgige Küstenlinie blickt. Es ist die erste kanadische Briefmarke, die nicht das Gesicht der abgebildeten Person darstellt.
Statuen von George Vancouver stehen unter anderem vor der City Hall in der kanadischen Stadt Vancouver, im Hafen von King’s Lynn und auf der Kuppel des Parlamentsgebäude der Provinz British Columbia in Victoria.
Nach ihm benannt ist die Pflanzengattung Vancouveria C.Morr. & Decne. aus der Familie der Berberitzengewächse (Berberidaceae).

## Werk

George Vancouvers Expeditionsbericht

- Voyage Of Discovery To The North Pacific Ocean, And Round The World In The Years 1791–95. Original geschrieben von Vancouver, vervollständigt durch seinen Bruder John und 1798 veröffentlicht. Überarbeitet 1984 durch W. Kaye Lamb und in The Voyage of George Vancouver 1791–1795 umbenannt. ISBN 0-7812-5100-1.